# Mont Bellachat
Le mont Bellachat (parfois orthographié Bellacha) est un sommet et un chaînon des Alpes françaises qui se situe en Savoie entre la rive droite de la Basse-Maurienne et la rive gauche de l'Isère dans la vallée de la Tarentaise communément rattaché au massif de la Lauzière. Il domine de plus de 2 000 mètres la vallée de l'Isère.
Le Bellachat est situé à la jonction des territoires des communes de La Léchère (plus précisément de la localité et ancienne commune de Pussy) et de Montsapey.

## Géologie
Géologiquement, le Bellachat s'inscrit dans le prolongement de la chaîne de Belledonne, notamment par son orientation nord / sud, et par ses roches cristallines dominantes (micaschistes). Il est d'un point de vue du relief très homogène.

## Principaux sommets du chaînon
Du nord au sud :
- La Plattière, 2 142 m
- Mont Bellachat, 2 484 m, point culminant du chaînon
- Mont de la Perrière, 2 436 m
- Pointe des Marmottes noires, 2 339 m